# والاس مكدونالد
والاس مكدونالد هو سياسي كندي، ولد في 18 يوليو 1876 في كيبك في كندا، وتوفي في 2 مايو 1946 في كندا. حزبياً، نشط في الحزب الليبرالي الكندي وحزب كيبيك الليبرالي. وقد انتخب عمدة وانتخب عضو الجمعية الوطنية في كيبك ‏ وانتخب عضو مجلس العموم الكندي.